# 수반 함자
범주론에서 수반 함자(隨伴函子, 영어: adjoint functor) 또는 딸림 함자(-函子)는 두 개의 함자가 서로 간에 가질 수 있는 일종의 밀접한 관계이다. 이는 수학의 많은 분야에서 널리 나타나는 관계이며, 범주론의 연구 대상이다.

## 정의

### 쌍대단위원과 단위원을 통한 정의
두 범주 {\displaystyle {\mathcal {C}}}, {\displaystyle {\mathcal {D}}} 사이의 두 함자
{\displaystyle F\colon {\mathcal {C}}\to {\mathcal {D}}}
{\displaystyle G\colon {\mathcal {D}}\to {\mathcal {C}}}
가 주어졌다고 하자. 그렇다면, {\displaystyle F}와 {\displaystyle G} 사이의 수반(영어: adjunction) {\displaystyle (\epsilon ,\eta )}는 다음과 같은 두 개의 자연 변환의 순서쌍이다.
{\displaystyle \epsilon \colon FG\Rightarrow \operatorname {id} _{\mathcal {D}}}
{\displaystyle \eta \colon \operatorname {id} _{\mathcal {C}}\Rightarrow GF}
여기서 {\displaystyle \operatorname {id} _{\mathcal {C}}\colon {\mathcal {C}}\to {\mathcal {C}}} 및 {\displaystyle \operatorname {id} _{\mathcal {D}}\colon {\mathcal {D}}\to {\mathcal {D}}}는 항등 함자이다. 이는 다음 조건을 만족시켜야만 한다.
{\displaystyle \operatorname {id} _{F}=\epsilon F\circ F\eta }
{\displaystyle \operatorname {id} _{G}=G\epsilon \circ \eta G}
여기서 {\displaystyle \operatorname {id} _{F}\colon F\Rightarrow F} 및 {\displaystyle \operatorname {id} _{G}\colon G\Rightarrow G}는 항등 자연 변환이다. 즉, 다음 두 그림이 가환하여야 한다.
{\displaystyle {\begin{matrix}F&{\xrightarrow {F\eta }}&FGF\\&{\scriptstyle \operatorname {id} _{F}}\searrow &\downarrow \scriptstyle \epsilon F\\&&F\end{matrix}}\qquad {\begin{matrix}G&{\xrightarrow {\eta G}}&GFG\\&{\scriptstyle \operatorname {id} _{G}}\searrow &\downarrow \scriptstyle G\epsilon \\&&G\end{matrix}}}
이 경우, {\displaystyle F}를 {\displaystyle G}의 왼쪽 수반 함자(-隨伴函子, 영어: left-adjoint functor)라고 하고, {\displaystyle G}를 {\displaystyle F}의 오른쪽 수반 함자(-隨伴函子, 영어: right-adjoint functor)라고 하며, {\displaystyle \epsilon }은 쌍대단위원(雙對單位元, 영어: counit), {\displaystyle \eta }는 단위원(單位元, 영어: unit)이라고 한다. 이는 기호로
{\displaystyle F\dashv G}
또는
{\displaystyle F\colon {\mathcal {C}}\leftrightarrows {\mathcal {D}}\colon G}
와 같이 쓴다.

### 보편 성질을 통한 정의
두 범주 {\displaystyle {\mathcal {C}}}, {\displaystyle {\mathcal {D}}} 사이의 두 함자
{\displaystyle F\colon {\mathcal {C}}\to {\mathcal {D}}}
{\displaystyle G\colon {\mathcal {D}}\to {\mathcal {C}}}
사이의 수반은 다음과 같은 보편 성질을 만족시키는 사상들로 이루어진 자연 변환
{\displaystyle \epsilon \colon FG\Rightarrow \operatorname {id} _{\mathcal {D}}}
이다.
- 임의의 대상 {\displaystyle Y\in \operatorname {ob} ({\mathcal {D}})} 및 {\displaystyle X\in \operatorname {ob} ({\mathcal {C}})} 및 사상 {\displaystyle f\colon F(X)\to Y}에 대하여, {\displaystyle f=\epsilon _{Y}F(g)}인 유일한 사상 {\displaystyle g\colon X\to G(Y)}가 존재한다.
{\displaystyle {\begin{matrix}FG(Y)&\xrightarrow {\epsilon _{Y}} &Y\\{\scriptstyle G(\exists !g)}\uparrow &\nearrow {\scriptstyle f}\\F(X)\end{matrix}}}

마찬가지로, 다음과 같이 정의할 수 있다. {\displaystyle F}와 {\displaystyle G} 사이의 수반은 다음과 같은 보편 성질을 만족시키는 사상들로 이루어진 자연 변환
{\displaystyle \eta \colon \operatorname {id} _{\mathcal {C}}\Rightarrow GF}
이다.
- 임의의 대상 {\displaystyle X\in \operatorname {ob} ({\mathcal {C}})} 및 {\displaystyle Y\in \operatorname {ob} ({\mathcal {D}})} 및 사상 {\displaystyle f\colon X\to G(Y)}에 대하여, {\displaystyle f=G(g)\circ \eta _{X}}인 유일한 사상 {\displaystyle g\colon F(X)\to Y}이 존재한다.
{\displaystyle {\begin{matrix}X&\xrightarrow {\eta _{X}} &GF(X)\\&{\scriptstyle \forall f}\searrow &\downarrow {\scriptstyle G(\exists !g)}\\&&G(Y)\end{matrix}}}

이 두 정의는 쌍대단위원과 단위원을 통한 정의와 동치이다. 구체적으로, {\displaystyle (\epsilon ,\eta )}가 쌍대단위원과 단위원의 순서쌍을 이룬다면, {\displaystyle \epsilon }과 {\displaystyle \eta }를 이루는 사상들은 두 정의에서의 보편 성질을 각각 만족시킨다. 반대로, 자연 변환 {\displaystyle \epsilon \colon FG\Rightarrow \operatorname {id} _{\mathcal {D}}}을 이루는 사상들이 보편 성질을 만족시킨다면, 이를 쌍대단위원으로 삼는 단위원 {\displaystyle \eta \colon \operatorname {id} _{\mathcal {C}}\Rightarrow GF}을 찾을 수 있다. 마찬가지로, 보편 성질을 만족시키는 자연 변환 {\displaystyle \eta \colon \operatorname {id} _{\mathcal {C}}\Rightarrow GF}에 대하여, 이를 단위원으로 하는 쌍대단위원 {\displaystyle \epsilon \colon FG\Rightarrow \operatorname {id} _{\mathcal {D}}}을 찾을 수 있다.

### 사상 집합을 통한 정의
{\displaystyle {\mathcal {C}}}와 {\displaystyle {\mathcal {D}}}가 국소적으로 작은 범주라면, 이 두 범주 사이의 수반 함자
{\displaystyle F\colon {\mathcal {C}}\leftrightarrows {\mathcal {D}}\colon G}
는 다음과 같이 정의할 수 있다. {\displaystyle F}와 {\displaystyle G} 사이의 수반은 함자
{\displaystyle \hom _{\mathcal {D}}(F(-),-)\colon {\mathcal {\mathcal {C}}}^{\operatorname {op} }\times {\mathcal {D}}\to \operatorname {Set} }
{\displaystyle \hom _{\mathcal {C}}(-,G(-))\colon {\mathcal {\mathcal {C}}}^{\operatorname {op} }\times {\mathcal {D}}\to \operatorname {Set} }
사이의 자연 동형
{\displaystyle \Phi \colon \hom _{\mathcal {D}}(F(-),-)\Rightarrow \hom _{\mathcal {C}}(-,G(-))}
이다.
국소적으로 작은 범주의 경우, 쌍대단위원 및 단위원을 통한 정의와 사상 집합을 통한 정의는 서로 동치이다. 구체적으로, 쌍대단위원 {\displaystyle \epsilon \colon FG\Rightarrow \operatorname {id} _{\mathcal {D}}}과 단위원 {\displaystyle \eta \colon \operatorname {id} _{\mathcal {C}}\Rightarrow GF}의 순서쌍이 주어졌을 때,
{\displaystyle \Phi _{X,Y}\colon (F(X)\xrightarrow {f} Y)\longmapsto (X\xrightarrow {\eta _{X}} GF(X)\xrightarrow {G(f)} G(Y))\qquad (X\in \operatorname {ob} ({\mathcal {C}}),\;Y\in \operatorname {ob} ({\mathcal {D}}))}
는 자연 동형을 이룬다. 반대로, 자연 동형 {\displaystyle \Phi \colon \hom _{\mathcal {D}}(F(-),-)\Rightarrow \hom _{\mathcal {C}}(-,G(-))}이 주어졌을 때, 항등 사상에 대응하는 사상
{\displaystyle \epsilon _{Y}=\Phi _{G(Y),Y}^{-1}(\operatorname {id} _{G(Y)})\qquad (Y\in \operatorname {ob} ({\mathcal {D}}))}
{\displaystyle \eta _{X}=\Phi _{X,F(X)}(\operatorname {id} _{F(X)})\qquad (X\in \operatorname {ob} ({\mathcal {C}}))}
들은 {\displaystyle F,G}의 쌍대단위원과 단위원을 이룬다.

## 성질

### 프레이드 수반 함자 정리
다음과 같은 범주가 주어졌다고 하자.
- {\displaystyle {\mathcal {D}}}는
  - 완비 범주이다.
  - 국소적으로 작은 범주이다.
- {\displaystyle {\mathcal {C}}}는 범주이다.

프레이드 수반 함자 정리(영어: Freyd adjoint functor theorem)에 따르면, 함자 {\displaystyle G\colon {\mathcal {D}}\to {\mathcal {C}}}에 대하여 다음 두 조건이 서로 동치이다.:121, Theorem V.6.2
- {\displaystyle G}는 왼쪽 수반 함자를 갖는다.
- {\displaystyle G}는 모든 작은 극한을 보존하며, 해집합 조건을 만족시킨다.

여기서  해집합 조건(解集合條件, 영어: solution set condition)이란 다음과 같다. 임의의 대상 {\displaystyle X\in {\mathcal {C}}}에 대하여, 다음 조건을 만족시키는 대상들의 집합 {\displaystyle \{{\tilde {X}}_{i}\}_{i\in I}\subseteq {\mathcal {D}}} 및 사상들의 집합 {\displaystyle \{f_{i}\colon X\to G({\tilde {X}}_{i})\}_{i\in I}}이 존재한다.
임의의 {\displaystyle {\tilde {Y}}\in {\mathcal {D}}} 및 사상 {\displaystyle g\colon X\to G({\tilde {Y}})}에 대하여, {\displaystyle g=G({\tilde {g}})\circ f_{i}}를 만족시키는 {\displaystyle i\in I} 및 {\displaystyle {\tilde {g}}\colon {\tilde {X}}_{i}\to {\tilde {Y}}}가 존재한다.
{\displaystyle {\begin{matrix}X&{\overset {g}{\to }}&G({\tilde {Y}})\\{\scriptstyle f_{i}}\downarrow &&\|\\G({\tilde {X}}_{i})&{\underset {G({\tilde {g}})}{\to }}&G({\tilde {Y}})\end{matrix}}}
만약 실제로 어떤 수반 함자쌍
{\displaystyle F\colon {\mathcal {C}}\leftrightarrows {\mathcal {D}}\colon G}
이 존재한다면, 대상 {\displaystyle X\in {\mathcal {C}}}에 대하여
{\displaystyle I=\{0\}}
{\displaystyle {\tilde {X}}_{0}=F(X)}
{\displaystyle f\colon X\to G(F(X))=G({\tilde {X}}_{0})}
로 놓으면 해집합 조건이 자명하게 성립한다. 즉, 프레이드 수반 함자 정리에서 자명하지 않은 경우는 해집합 조건으로부터 왼쪽 수반 함자를 구성하는 것이다.

### 특수 수반 함자 정리
다음과 같은 범주가 주어졌다고 하자.
- {\displaystyle {\mathcal {D}}}는
  - 완비 범주이다.
  - 국소적으로 작은 범주이다.
  - 정멱 범주이다.
  - 쌍대 생성 집합을 갖는다.
- {\displaystyle {\mathcal {C}}}는 국소적으로 작은 범주이다.

특수 수반 함자 정리(영어: special adjoint functor theorem)에 따르면, 함자 {\displaystyle G\colon {\mathcal {D}}\to {\mathcal {C}}}에 대하여 다음 두 조건이 서로 동치이다.:129, Theorem V.8.2
- {\displaystyle G}는 왼쪽 수반 함자를 갖는다.
- {\displaystyle G}는 모든 작은 극한을 보존하며, 단사 사상들의 (집합이 아닐 수 있는) 모임의 당김을 보존한다.

## 예

### 자유-망각 수반
대수 구조 다양체의 범주 {\displaystyle {\mathcal {V}}}에서, 자유 대수 함자
{\displaystyle \langle -\rangle \colon \operatorname {Set} \to {\mathcal {V}}}
는 망각 함자
{\displaystyle |-|\colon {\mathcal {V}}\to \operatorname {Set} }
의 왼쪽 수반 함자를 이룬다.
{\displaystyle \langle -\rangle \dashv |-|}

### 곱-지수 수반
데카르트 닫힌 범주 {\displaystyle {\mathcal {C}}}의 임의의 대상 {\displaystyle X\in {\mathcal {C}}}에 대하여, 곱 함자
{\displaystyle -\times X\colon {\mathcal {C}}\to {\mathcal {C}}}
{\displaystyle -\times X\colon Y\mapsto Y\times X}
는 지수 대상 함자
{\displaystyle (-)^{X}\colon {\mathcal {C}}\to {\mathcal {C}}}
{\displaystyle (-)^{X}\colon Y\mapsto Y^{X}}
의 왼쪽 수반 함자를 이룬다.
{\displaystyle -\times X\dashv (-)^{X}}
집합과 함수의 범주에서의 곱-지수 수반은 커링이라고 한다.
다른 범주의 경우, 지수 대상 함자가 왼쪽 수반을 가지지만, 이 함자가 범주론적 곱이 아닌 경우가 있다. 이 경우, 왼쪽 수반은 보통 텐서곱이라고 한다. (예를 들어, 유한 차원 벡터 공간의 범주의 경우 텐서곱은 통상적인 벡터 공간의 텐서곱 {\displaystyle \otimes }이다.)

### 대각-극한 수반
범주 {\displaystyle {\mathcal {C}}} 및 범주 {\displaystyle {\mathcal {J}}}가 주어졌고, 모든 함자 {\displaystyle D\colon {\mathcal {J}}\to {\mathcal {C}}}의 극한이 존재한다고 하자. 그렇다면, 극한 함자
{\displaystyle \varprojlim \colon {\mathcal {C}}^{\mathcal {J}}\to {\mathcal {C}}}
는 왼쪽 수반 함자
{\displaystyle \Delta \dashv \varprojlim }
를 가진다. 이는 {\displaystyle {\mathcal {C}}}의 대상을 상수 함자에 대응시킨다.
{\displaystyle \Delta \colon {\mathcal {C}}\to {\mathcal {C}}^{\mathcal {J}}}
{\displaystyle \Delta \colon X\mapsto (J\mapsto X)}
예를 들어, {\displaystyle {\mathcal {C}}}가 곱을 갖는 범주라고 하자. 그렇다면
{\displaystyle (-)^{2}\colon {\mathcal {C}}^{2}\to {\mathcal {C}}}
{\displaystyle (-)^{2}\colon X\mapsto X\times X}
{\displaystyle \Delta \colon {\mathcal {C}}\to {\mathcal {C}}^{2}}
{\displaystyle \Delta \colon X\mapsto (X,X)}
는 서로 수반 함자를 이룬다.
{\displaystyle \Delta \dashv (-)^{2}}
마찬가지로, 범주 {\displaystyle {\mathcal {C}}} 및 범주 {\displaystyle {\mathcal {J}}}가 주어졌고, 모든 함자 {\displaystyle D\colon {\mathcal {J}}\to {\mathcal {C}}}의 쌍대극한이 존재한다고 하자. 그렇다면, 쌍대극한 함자
{\displaystyle \varinjlim \colon {\mathcal {C}}^{\mathcal {J}}\to {\mathcal {C}}}
는 오른쪽 수반 함자
{\displaystyle \varinjlim \dashv \Delta }
를 가진다. 즉, 만약 해당 극한 및 쌍대극한이 동시에 존재한다면
{\displaystyle \varinjlim \dashv \Delta \dashv \varprojlim }
가 된다.

## 참고 문헌
1. 1 2  Mac Lane, Saunders (1998). 《Categories for the working mathematician》. Graduate Texts in Mathematics (영어) 5 2판. Springer. doi:10.1007/978-1-4757-4721-8. ISBN 978-1-4419-3123-8. ISSN 0072-5285. MR 1712872. Zbl 0906.18001.

## 같이 보기
- 반사 부분 범주
- 칸 확대
- 모나드 (범주론)